# 김순탁
김순탁(金淳鐸, 1895년 ~ 1938년)은 한국의 독립운동가이다. 호는 양천(襄泉), 본관은 김해, 제주 출신. 조천리의 야학(夜學) 활동 및 기미년 3·1운동의 항일 활동. 제주청년동맹 조천지부장이다.

## 생애
조천읍 조천리 2840번지에서 진사(進士) 김우종(金寓鍾)의 차남으로 태어났으나 부친을 잃어 모친과 친형 순용(淳容)이 맡아 키웠다. 조천의 신명사숙에서 학업을 마쳐 1916년 3월 25일 항일동지 박두규(朴斗圭)와 함께 제주공립농업학교를 졸업하였다. 이어 신명사숙(新明私塾: 숙장 김태호)의 교사로 부임하여 같은 교직자인 안세훈, 박두규와 함께 민족정기를 고양시켰다. 1919년 3·1 운동 이후 전국 경향 각지에서 독립을 절규하는 함성이 퍼지자 조천에서도 독립 만세 운동을 하기로 결의, 3월 21일부터 동 24일까지 네 차례에 걸쳐 조천·신촌·신흥·함덕 등 4개 마을에서 항일운동이 거세게 전개되었다. 이 때 일경에 체포되어 동년 4월 26일 광주지방법원 제주지청에서 소위 칙령 제7호(보안법) 위반으로 징역 6월에 집행 유예 3년을 선고받았으나 항소하지 않아 미결기간 옥고를 치렀다.1929년 조천리 향회의 결의로 음력 정월 보름을 기하여 금주를 실행하기로 대대적인 민풍운동을 전개, 이로 인하여 동년 8월에 향장·부향장(副鄕長)과 금주 실행위원 30여 명이 조천경찰관주재소에 구인되어 취조를 받았다. 이 때 향장 김희주(金熙胄: 76)는 무죄, 부향장 김우방(黃祐邦: 61), 조천 1구장 한순택(韓順澤: 54), 2구장 김정천(金正天),금주 실행의원 김순탁(金淳鐸: 35), 김희룡(金羲龍: 56), 김사홍(金仕弘: 41), 한원병(韓遠炳: 38) 등은 각각 벌금 20원씩을, 윤성종(尹性鍾: 41), 김시추(金時秋: 28),김유환( 28) 등은 검사의 항소로 대구복심법원 형사부에 회부되었으나 무죄 선고를 받았다.1920년대 후반부터 청년운동이 자생적으로 활발하게 움직여 1928년 8월 21일 제주청년동맹(약칭: 靑盟) 조천지부가 54명으로 조직되고 그는 집행위원장에 피선되었다.제주청맹 가운데 가장 활발고인정받아 위원장을 비롯해 김시추,김서호,윤창석,김지환 등은 1929년 후반부터 노동야학(勞動夜學)을 실시하였다. 이 노동야학은 진학하지못한 많은 청소년·소녀들을 계몽시키고 독립 사상을 고취시켰다. 조천지부의 활동은 제주청년동맹 각 지부 가운데 가장 두드러졌다. 조전치부에서는 청맹원들이 중심이 되어 지역 소년운동의 지도, 여성 계몽 운동, 각 반(班)별조직 확대 등의 활동을 전개하였다. 그리고 신좌(新左)소비조합을 중심으로 소비조합 운동을 전개하고, 지속적으로신좌(新左) 문고를 운영하여 사상 선도에나섰고, 야학도 계속 실시하였다. 그러나 이러한 조천지부 청맹원들이 가장 주력하였던 사업은 신좌 문고의 운영과 노농 야학의 개설을 통한 민족주의 사상의 보급과 계몽 활동이었다. 이러한 조천지회의 활동 과정에서 지부원 다수가 경찰의 검거를 당하기도 하였다.1930년 2월 14일 경찰은 신좌문고(新左文庫)를 비롯해 다수의 집을 수색, 김순탁, 김유환, 김시추, 김서호, 김지환, 윤창석 등의 맹원(盟員)을 검거, 동년 3월 26일 광주지법제주지청에서는 잡화상을 운영하고 또 신좌소비조합 상무이사이며 동아일보 제주지국 기자인 김순탁과 제주청년동맹 조천지부 위원 대표 김시추에게 각각 징역 8월을, 또 청맹원 김서호, 김지환, 윤창석 등에게 각각 징역 6월에 집행 유예 4년을 선고하였다. 이 가운데 김순탁과 김시추는 항소, 대구복심법원에서 결국 무죄를 선고받았다.1920년대 후반부터 청년운동이 자생적으로 활발하게 움직여 1928년 8월 21일 제주청년동맹(약칭: 靑盟) 조천지부가 54명으로 조직되고 그는 집행위원장에 피선되었다.제주청맹 가운데 가장 활발하다고 인정받아 위원장을 비롯해 김시추,김서호,윤창석,김지환 등은 1929년 후반부터 노동야학(勞動夜學)을 실시하였다. 이 노동야학은 진학하지못한 많은 청소년·소녀들을 계몽시키고 독립 사상을 고취시켰다. 조천지부의 활동은 제주청년동맹 각 지부 가운데 가장 두드러졌다.조천지부에서는 청맹원들이 중심이 되어 지역 소년운동의 지도, 여성 계몽 운동, 각 반(班)별 조직 확대 등의 활동을 전개하였다. 그리고 신좌(新左)소비조합을 중심으로소비조합 운동을 전개하고, 지속적으로 신좌(新左) 문고를 운영하여 사상 선도에 나섰고, 야학도 계속 실시하였다.
그러나 이러한 조천지부 청맹원들이 가장 주력하였던 사업은 신좌 문고의 운영과 노농 야학의 개설을 통한 민족주의 사상의 보급과 계몽 활동이었다. 이러한 조천지회의 활동 과정에서 지부원 다수가 경찰의 검거를 당하기도 하였다.1930년 2월 14일 경찰은 신좌문고(新左文庫)를 비롯해 다수의 집을 수색, 김순탁,김유환,김시추,김서호,윤창석 등의 맹원(盟員)을 검거, 동년 3월 26일 광주지법 제주지청에서는 잡화상을 운영하고 또 신좌소비조합 상무이사이며 동아일보 제주지국 기자인 김순탁과 제주청년동맹 조천지부 위원 대표 김시추에게 각각 징역 8월을, 또 청맹원김서호,김지환,윤창석 등에게 각각 징역 6월에 집행 유예 4년을 선고하였다. 이 가운데 김순탁과 김시추는 항소, 대구복심법원에서 결국 무죄를 선고받았다.1938년 3월 12일 병사하니 동년 10월 벗 안요검(安堯儉: 일명 世勳)이 비문을 짓고 우인(友人)과 문하생들이 비석을 세웠다.
비석의 요지는
| “ | 군은 김해, 김순탁이오. 3세에 아버지를 잃고 어머니와 형 순용(淳容)씨가 그를 길렀다. 제주농업학교를 졸업하고 서울로 유학, 회고컨대 당시 봉건적 구문화의 파괴와 시대적 신문화의 건설운동이 있었다. 군은 분명히 역사적 발전에 사명을 다하여 혹은 소학교에서 교편을 잡아 교육자로서의 활동을 하고 혹은 가두에 출전(出戰)하여 신문화 건설자로서 분투하니 그 길고 긴 도정(道程)은 기구한 험난의 극치였으나 단지 한 길로 파괴와 건설을 위한 희생적 역사는 무한한 과거에서 영구한 장래에 전할 유산이다. 오호! 군은 그 생을 마치니 나이 44세라. 5남 3녀를 남겼다. 벗과 문인(門人) 들은 기구한 그 일생을 추모키 위하여 단갈(短碣)을 세울 즈음에 나에게 행장(行狀)을 요구하니 소지(素志)대로 쓰지 못하고 오직 군은 시대적 희생자며, 군의 불행은 사회의 불행임을 병탄(病歎)할 뿐이다. 오호통재(嗚呼痛哉)! | ” |
|   | — 1938년 10월 우인(友人) 안요검 지(誌) |   |

라고 하였다.결국 이 비석은 일제 당국에 의해서 항일적인 요소가 있다고 문제시되어 글을 지은 안요검이 후일 소비조합사건에 연루시켜 투옥되는 결과를 가져왔다.

## 사후
- 대한민국 정부는 고인의 공훈을 기리어 1997년 광복절에 독립유공 대통령표창을 추서하였다.

## 같이 보기
- 김시은(金時殷)
- 안세훈(安世勳)

## 참고 문헌
- 獨立有功者功勳錄. 受刑者名簿, 判決文 (광주지법 목포지청 1919.4.26), 判決文 (대구복심법원 1930. 6. 12), (광주지법 목포지청 1942. 8. 13), 차文, 朝天邑讀
- 東亞日報 (1929. 1. 15. 5. 2, 8. 31)
- 朝鮮日報 (1929. 2. 27, 1930. 3. 28, 동 6.16),